# バンズル
バンズル（英: Bunzl plc）は、イギリス・ロンドンに本社を置き、卸売・アウトソーシング事業を行う多国籍企業。欧米豪など世界30カ国以上に拠点を持つ。ロンドン証券取引所上場企業（LSE: BNZL）。

## 沿革
1854年にスロバキア（当時はオーストリア帝国）のブラチスラヴァで創業、創業当時は馬小屋に関わるビジネスを行っていたが、1883年にウィーンに移転し製紙業に進出、中欧地域の社会的緊張が増した1938年に本社をロンドンに移転、1957年にロンドン証券取引所に株式を上場した。1980年代に製紙業中心の事業形態からの転換に着手し、1981年にアメリカ合衆国で卸売事業を開始、1993年にヨーロッパ地域でも卸売事業を開始し、2002年に製紙事業を売却、2005年にプラスチック・繊維製造事業を分割し（現在のEssentra plc）、卸売業者への転換を完了した。
以降、オーストラリアやブラジルなど世界各地域での企業買収を続け、2015年にカナダのPlanet Clean Inc.を買収、2017年8月には中国のHsesf（上海和赛富安全科技有限公司）を買収した。
バンズルの卸売事業は現在、ホテルやレストラン、スーパーマーケットなどに対する食料品が過半数であり、各種作業時の清掃や防護用品が続いている。売上はアメリカ合衆国が最大の割合を占めている。